# Erlend Wiborg

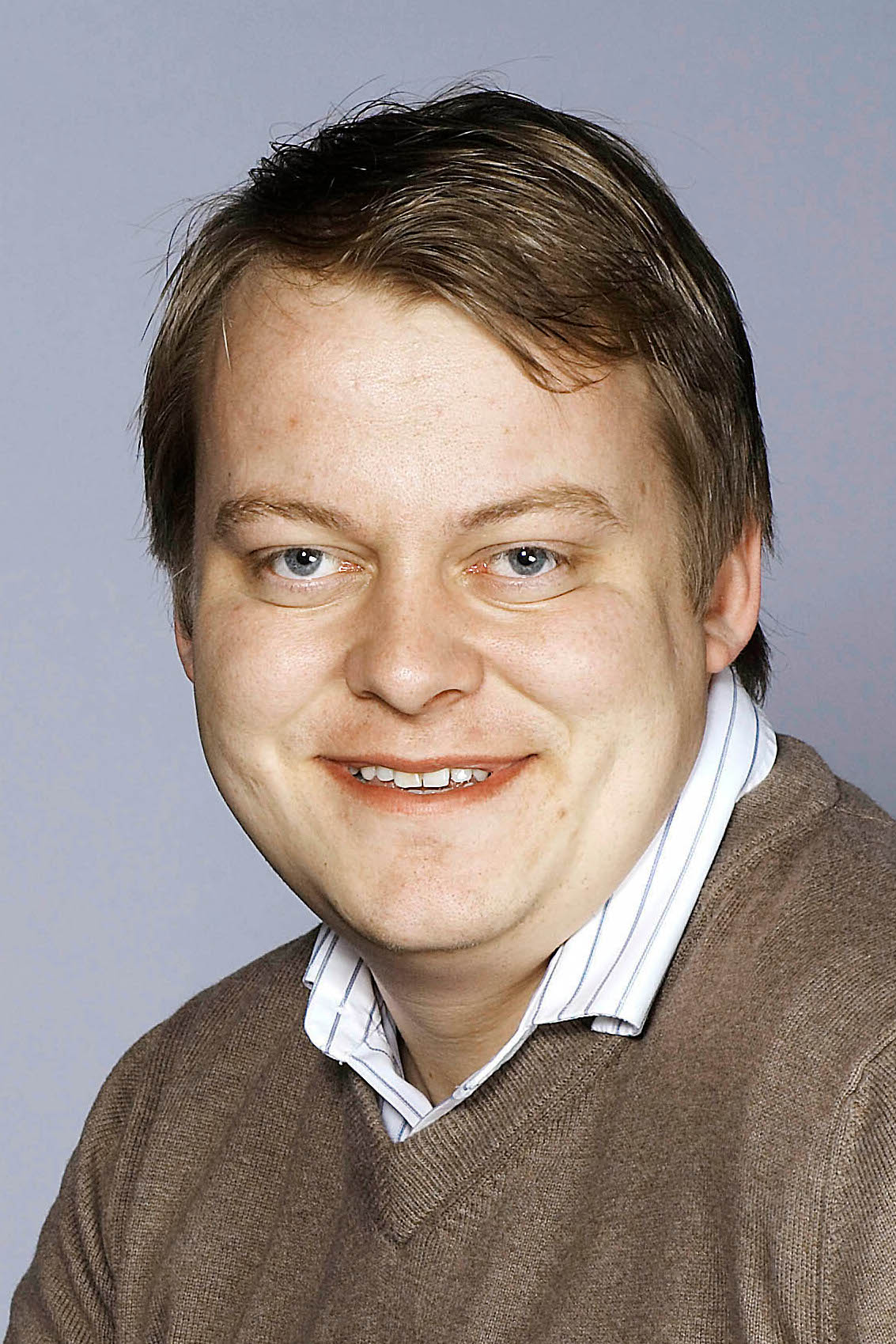
Erlend Wiborg (2009)

Erlend Wiborg (* 20. Januar 1984 in Sarpsborg) ist ein norwegischer Politiker der Fremskrittspartiet (FrP). 

## Leben
Er war Vorsitzender der Jugendorganisation der Fremskrittspartiet in Østfold, Mitglied der Gemeindeversammlung in Moss und des Fylkesting in Østfold. Er ist Mitglied des Landesvorstandes der Jugendorganisation der Fremskrittspartiet und war 2005 Wahlkampfleiter der Partei in Østfold. 
Er ist seit 2013 Abgeordneter im Storting, gewählt in Østfold. Von Oktober 2017 bis September 2021 war er Vorsitzender des Arbeits- und Sozialausschusses. Von Oktober 2018 bis Januar 2020 war er Teil des Fraktionsvorstandes der FrP. Nach der Wahl 2021 wurde er Mitglied im Kommunal- und Verwaltungsausschuss. Im März 2024 wurde er stellvertretender Vorsitzender des Ausschusses.

## Positionen
Im Kommunalwahlkampf 2003 hetzte er bei Schülerveranstaltungen in Sarpsborg und Moss gegen Einwanderer und verhöhnte einen blinden Gegenkandidaten der Senterpartiet.
Wiborg schlug im Oktober 2023 vor, alle ausländischen Aktivisten, die norwegische Gesetze brechen, aus dem Land auszuweisen und mit Einreiseverbot zu belegen.